# Francisco García Pérez
Francisco García Pérez (Oviedo, 1953) es Doctor en Filología, catedrático, escritor y periodista.

## Biografía
Fundó y dirigió la revista universitaria de literatura Juan Canas. Amén de colaborar en distintos medios asturianos y nacionales, estuvo al frente del suplemento «Cultura» de La Nueva España desde 1992 hasta el verano de 2009. En dicho diario y en los demás del Grupo Editorial Prensa Ibérica lleva publicados más de cuatro mil artículos y columnas sobre temas lingüísticos, culturales, de educación o actualidad en su sección «Lo que hay que oír», y de crítica literaria en sus suplementos, labor que continúa en la actualidad.
Fue Secretario general técnico y Director general de Difusión Cultural en el Consejo Regional de Asturias. 
Fue comentarista semanal en la RPA. Conferenciante habitual.

## Obra
- Crónicas de El Bierzo (Madrid: Penthalon, 1981)
- Lo que hay que oír (Oviedo: KRK, 1995)
- Una meditación sobre Juan Benet (Madrid: Alfaguara, 1997)
- Lopezdebega y Garrote Bill (Oviedo: Laria, 2005)
- La lengua y la vida (Oviedo: Laria, 2012)

### En colaboración
- Traductor: Los caminos de la revolución, de Fred Zeller y Alain Krivine (Júcar, Gijón,1977).
- Antólogo: Cuentos asturianos. Antología para niños (Consejo Regional de Asturias, 1980). Madrid desde el cielo (Banco Santander, 1988).
- Coautor: Datos e informes para una política cultural en Asturias  (Consejo Regional de Asturias, 1980); Escritores asturianos con Bosnia-Herzegovina (Universidad de Oviedo, 1993); El territorio de las letras (Cátedra, 1993); Cuéntame otro cuento (Tribuna Ciudadana, La Nueva España y KRK ediciones, 1995); Páginas de viva voz (Universidad de Oviedo, 1995); Juan Benet: a reappraisal of his fiction (Locust Hill, USA, 1997); Cómo escribí...(Principado de Asturias, 1997); Las fábricas de la literatura (Universidad de Oviedo, 1998); El centauro (Ajimez, Avilés, 2003); El Quijote, IV Centenario (KRK, 2005).
- Preparación y Prólogo de Herrumbrosas lanzas, edición completa, (Alfaguara,1998) y Epílogo al primer volumen de Cuentos Completos(Random House Mondadori, 2010), ambas de Juan Benet.

## Premios y distinciones
- Premio de la Crítica de Asturias al Columnismo Literario (2005 y 2009)
- Medalla de oro y Socio de Honor de la Sociedad de Cultura San Pedro de La Felguera (2008)
- I Premio María Elvira Muñiz del Ayuntamiento de Gijón (2010), por su contribución a la promoción del libro y la lectura
- Premio Timón (2015), por «la calidad literaria y repercusión de los miles de artículos y columnas sobre temas relacionados con la Cultura publicados, a lo largo de los años, en diversos medios de comunicación escrita»
- Al suplemento «Cultura», bajo su dirección: Premio Atlántida, finalista del Premio Nacional de Fomento de la Lectura, Premio de la Society For News Design de la Universidad de Siracusa (Estados Unidos)
- Caballero de la Orden de la Calle Ulises (2023)
- Medalla «Ulises» de Literatura (2025)

- Datos: Q5847339